# Toure' Murry
Pour les articles homonymes, voir Murry.
Toure' Ahmad Khalid-Murry, né le 8 novembre 1989 à Houston au Texas, est un joueur américain de basket-ball. Il évolue au poste d'arrière, et peut également jouer ailier.

## Biographie

### Saison 2012-2013
Non drafté en 2012, Murry participe à la NBA Summer League 2012 avec les Lakers de Los Angeles. Il passe les mois d'août et septembre en Turquie et Israël avant de retourner aux États-Unis. Le 2 novembre 2012, il est sélectionné à la 15e position par les Toros d'Austin lors de la draft 2012 de D-League. Trois jours plus tard, il est transféré aux Vipers de Rio Grande Valley. Durant sa première saison, il joue 52 matches avec les Vipers et termine la saison avec des moyennes de 9,0 points, 2,8 rebonds, 3,0 passes décisives et 1,8 interception par match.

### Saison 2013-2014
En juillet 2013, Murry participe à la Summer League d'Orlando avec les Rockets de Houston puis à la Summer League de Las Vegas avec les Knicks de New York. Le 11 septembre 2013, il signe avec les Knicks. Le 29 janvier 2014, il est envoyé chez les BayHawks d'Érié en D-League. Le lendemain, il est rappelé par les Knicks. Le 31 janvier 2014, il est renvoyé chez les BayHawks. Le lendeman, il est de nouveau rappelé par les Knicks. En 51 matches avec les Knicks lors de la saison 2013-2014, il a des moyennes de 2,7 points et 1,0 passe décisive par match.

### Saison 2014-2015
Le 28 août 2014, Murry signe avec le Jazz de l'Utah. Le 13 novembre 2014, il est envoyé au Stampede de l'Idaho en D-League. Le 2 décembre, il est rappelé par le Jazz. Le 31 décembre, il est renvoyé en D-League. Le 3 janvier 2015, il est rappelé par le Jazz. Le soir-même, il fait ses débuts avec le Jazz. Le lendemain, il est coupé par le Jazz. Le 10 janvier, il retourne aux Vipers de Rio Grande Valley. Le 12 mars, il signe un contrat de dix jours avec les Wizards de Washington. Le 22 mars, il signe un second contrat de dix jours avec les Wizards mais il est coupé à la moitié de ce second contrat le 27 mars et retourne aux Vipers trois jours plus tard.

### Saison 2015-2016
En août 2015, il est testé par les Lakers de Los Angeles.

## Statistiques

### Universitaires
Les statistiques en matchs universitaires de Toure' Murry sont les suivants :
| Année     | Équipe        | Matches | Titul. | Min./m. | %tir | %3pts | %l-f | rbds/m. | pass/m. | int/m. | ctr/m. | pts/m. |
| --------- | ------------- | ------- | ------ | ------- | ---- | ----- | ---- | ------- | ------- | ------ | ------ | ------ |
| 2008-2009 | Wichita State | 34      | 34     | 28,2    | 37,1 | 32,1  | 75,3 | 3,76    | 2,50    | 1,29   | 0,38   | 11,00  |
| 2009-2010 | Wichita State | 35      | 35     | 31,6    | 42,4 | 33,1  | 70,8 | 5,00    | 3,11    | 1,40   | 0,26   | 11,94  |
| 2010-2011 | Wichita State | 37      | 33     | 26,1    | 40,7 | 28,3  | 79,7 | 4,51    | 3,38    | 1,22   | 0,27   | 9,35   |
| 2011-2012 | Wichita State | 33      | 28     | 29,3    | 42,2 | 28,6  | 78,9 | 4,73    | 3,30    | 1,27   | 0,33   | 12,15  |
| Total     |               | 139     | 130    | 28,8    | 40,5 | 31,1  | 76,2 | 4,50    | 3,08    | 1,29   | 0,31   | 11,07  |

### NBA
| Année   | Équipe  | Matches | Titul. | Min./m. | %tir | %3pts | %l-f  | rbds/m. | pass/m. | int/m. | ctr/m. | pts/m. |
| ------- | ------- | ------- | ------ | ------- | ---- | ----- | ----- | ------- | ------- | ------ | ------ | ------ |
| 2013–14 | Knicks  | 51      | 0      | 7,3     | 43,4 | 41,7  | 59,0  | 0,9     | 1,0     | 0,4    | 0,0    | 2,7    |
| 2014–15 | Jazz    | 1       | 0      | 1,0     | 0,0  | 0,0   | 0,0   | 0,0     | 0,0     | 0,0    | 0,0    | 0,0    |
| 2014–15 | Wizards | 4       | 0      | 4,3     | 50,0 | 0,0   | 100,0 | 0,3     | 0,3     | 0,3    | 0,0    | 1,5    |
| Total   |         | 56      | 0      | 7,0     | 43,3 | 41,7  | 61,0  | 0,8     | 0,9     | 0,4    | 0,0    | 2,6    |

### D-League

#### Saison régulière
| Année     | Équipe   | Matches | Titul. | Min./m. | %tir | %3pts | %l-f | rbds/m. | pass/m. | int/m. | ctr/m. | pts/m. |
| --------- | -------- | ------- | ------ | ------- | ---- | ----- | ---- | ------- | ------- | ------ | ------ | ------ |
| 2012-2013 | Vipers   | 46      | 30     | 23,5    | 45,4 | 36,1  | 68,7 | 2,54    | 2,76    | 1,61   | 0,15   | 8,33   |
| 2013-2014 | BayHawks | 1       | 1      | 30,0    | 30,8 | 0,0   | 50,0 | 4,0     | 4,0     | 0,0    | 0,0    | 10,00  |
| 2014-2015 | Stampede | 6       | 5      | 31,5    | 42,4 | 13,3  | 66,7 | 5,5     | 5,0     | 2,33   | 0,33   | 14,0   |
| 2014-2015 | Vipers   | 16      | 9      | 28,2    | 42,2 | 28,0  | 75,9 | 6,38    | 6,62    | 1,31   | 0,38   | 12,56  |
| Total     |          | 70      | 46     | 25,4    | 43,5 | 30,5  | 70,5 | 3,74    | 3,83    | 1,57   | 0,24   | 9,84   |

#### Playoffs
| Année     | Équipe | Matches | Titul. | Min./m. | %tir | %3pts | %l-f | rbds/m. | pass/m. | int/m. | ctr/m. | pts/m. |
| --------- | ------ | ------- | ------ | ------- | ---- | ----- | ---- | ------- | ------- | ------ | ------ | ------ |
| 2012-2013 | Vipers | 6       | 6      | 35,8    | 49,3 | 38,9  | 73,3 | 5,0     | 4,8     | 2,8    | 0,3    | 14,0   |
| Total     |        | 6       | 6      | 35,8    | 49,3 | 38,9  | 73,3 | 5,0     | 4,8     | 2,8    | 0,3    | 14,0   |

## Palmarès
- NBA D-League champion (2013)
- NIT champion (2011)
- Second-team All-MVC (2011)
- 2x MVC All-Defensive Team (2010, 2012)
- MVC All-Freshman Team (2009)
- MVC All-Newcomer Team (2009)